# Ikaria (gmina)
Ikaria (gr. Δήμος Ικαρίας, Dimos Ikarias) – gmina w Grecji, w administracji zdecentralizowanej Wyspy Egejskie, w regionie Wyspy Egejskie Północne, w jednostce regionalnej Ikaria. W jej skład wchodzi między innymi wyspa Ikaria. Siedzibą gminy jest Ajos Kirikos. W 2011 roku liczyła 8423 mieszkańców. Powstała 1 stycznia 2011 roku w wyniku połączenia dotychczasowych gmin: Ajos Kirikos, Ewdilos i Raches.